# マルコ・カルネセッキ
マルコ・カルネセッキ（Marco Carnesecchi, 2000年7月1日 - ）は、イタリア・リミニ出身のサッカー選手。アタランタBC所属。ポジションはゴールキーパー。

## 経歴

### クラブ
2000年7月1日、イタリア・エミリア＝ロマーニャ州リミニに生まれ、ACチェゼーナのちアタランタBCの下部組織で育った。アタランタでは2018-19シーズンにはデヤン・クルゼフスキやロベルト・ピッコリらと共にカンピオナート・プリマヴェーラ1のタイトルを獲得した。
2019年7月25日、セリエBのトラーパニ・カルチョに期限付き移籍で加入した。プロデビューとなったこのシーズンはリーグ戦33試合に出場したが、クラブは18位となりセリエCへの降格となった。
続く2020-21シーズンはアタランタに戻ると、冬の移籍市場期間中の2021年1月5日にセリエBのUSクレモネーゼに期限付き移籍で加入した。加入後の半年間でリーグ戦20試合に出場すると、シーズン終了後の7月12日には再び期限付き移籍で同クラブの一員となった。この2021-22シーズンも正GKとしてリーグ戦36試合に出場して、クラブの27シーズン振りのセリエA昇格に貢献。レーガBの企画した一般投票によるシーズンベスト11に、同僚のDFカレブ・オコリ、MFニコロ・ファジョーリ、MFジャンルーカ・ガエターノと共に選出された。2022年の夏の移籍市場ではSSラツィオによる関心が報道されるなか、8月31日に期限付き移籍で三度クレモネーゼに加入。6月にU-21イタリア代表で負った怪我の影響により2022-23シーズンの序盤は欠場が続いたが、10月16日に行われた第10節のスペツィア・カルチョ戦でセリエAにデビューした。

### 代表

#### ユース代表
U-17代表以降、各世代のイタリア代表に選出されている。
2019年5月から6月にかけてポーランドで行われるFIFA U-20ワールドカップのU-20イタリア代表メンバーに選出された。最終的に4位に入賞したチームにおいて、アレッサンドロ・プリッツァーリの控えとしてグループステージ第3節のU-20日本代表戦と3位決定戦のU-20エクアドル代表戦に出場した。
2019年9月6日、カターニアで行われたU-21モルドバ代表との親善試合でU-21イタリア代表にデビューした。2021年3月に行われたUEFA U-21欧州選手権2021のグループステージでは全3試合に出場。5月に行われた準々決勝のU-21ポルトガル代表戦でもゴールマウスを守ったが、延長戦の末に3-5で敗れ大会を終えた。同年11月からはサンドロ・トナーリの後を継ぎ、チームのキャプテンを務めた。

#### A代表
2022年1月24日、3月のカタールW杯プレーオフを見据えて1月26日から3日間行われる、ロベルト・マンチーニ率いるイタリア代表のトレーニングに参加する35名が発表され、カルネセッキを含む7名が初選出された。

## タイトル
アタランタ
- カンピオナート・プリマヴェーラ1：2018-19
- UEFAヨーロッパリーグ：2023-24